# Stajnia-Wozownia w Iławie

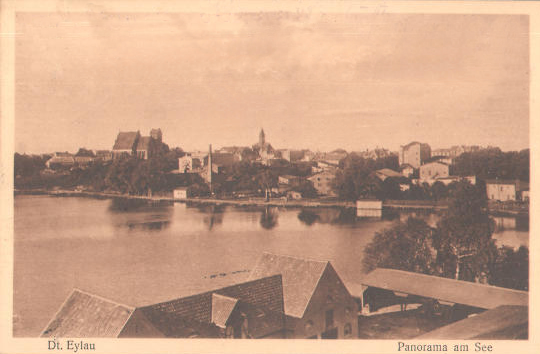
Widok częściowy na stajnię-wozownię w 1937 roku (u dołu zdjęcia). W tle jezioro Mały Jeziorak.

Stajnia-Wozownia – budynek z końca XIX w. znajdujący się przy ul. Sobieskiego 10 w Iławie. 11 października 1993 r. został wpisany do rejestru zabytków nieruchomych woj. warmińsko-mazurskiego (nr rej.: 4281).
Środkowe pomieszczenie budynku to miejsce, gdzie znajdowała się stajnia, wewnątrz której początkowo istniało sześć stanowisk dla zwierząt, zaś dla wozowni charakterystyczne były szerokie wjazdowe bramy, które usytuowane były w części południowej. W części centralnej poddasza znajduje się jedna facjatka, powyżej której niewielka wieżyczka, a po bokach okienka typu "wole oka". Budynek najprawdopodobniej do 1945 roku był kilkakrotnie przebudowywany, zarówno wewnątrz, jak i na zewnątrz. Obecnie w budynku znajduje się restauracja oraz niewielki hotel. Budynek wpisany jest do rejestru zabytków pod numerem 4281 z 11.10.1993.